# Sportovec roku 1993

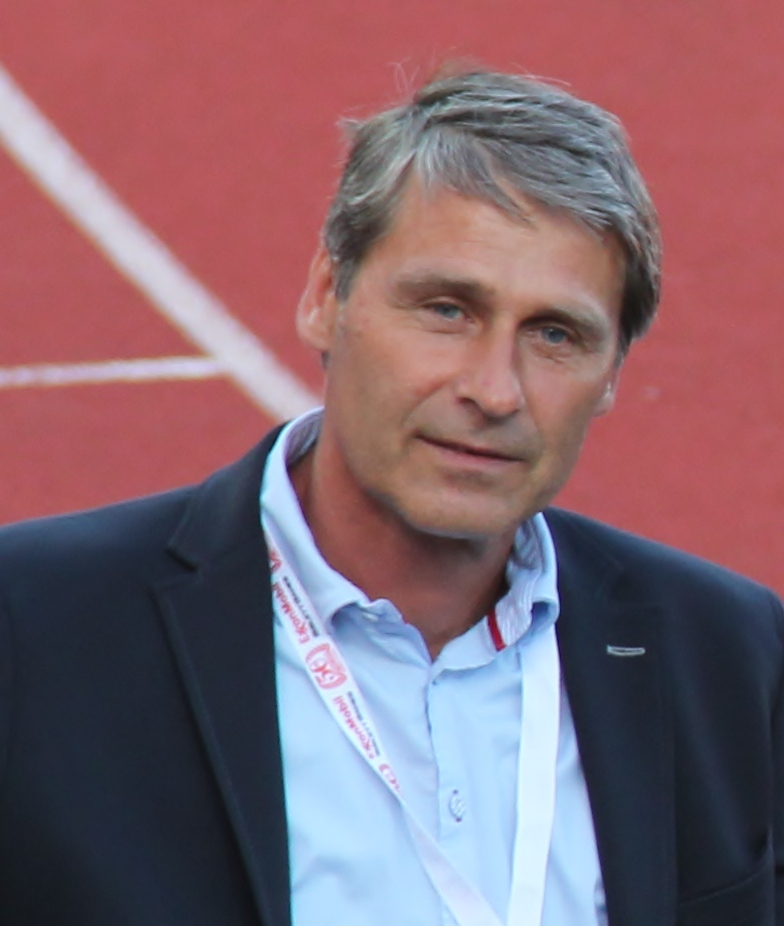
Jan Železný

Sportovec roku 1993 byl 35. ročník ankety Sportovec roku a první v samostatném Česku. Vítězem se stal oštěpař Jan Železný, který se toho roku stal ve Stuttgartu mistrem světa. Zvláštností je, že v kategorii družstev triumfovalo nikoli české, ale stále ještě československé družstvo skokanů na lyžích, které na mistrovství světa v klasickém lyžování ve Falunu toho roku získalo stříbrné medaile. Ač totiž československá federace již byla rozdělena, v některých soutěžích ještě československé výběry v roce 1993 startovaly. Týkalo se to i skokanů, kteří medaili získali ve složení: Martin Švagerko, František Jež, Jiří Parma a Jaroslav Sakala. Švagerko byl mezi nimi Slovák. Ještě o něco kurióznější situace nastala na druhé příčce v kategorii kolektivů. Toho roku se v Česku (v Brně a Zlíně) konalo mistrovství Evropy ve volejbale žen. V době kandidatury však existovalo ještě Československo a jeho reprezentace se tudíž automaticky kvalifikovala na šampionát. Kdyby se ho měly zúčastnit samostatné reprezentace Česka a Slovenska, musely by absolvovat kvalifikaci, což by vzhledem k poměrně náhlému rozpadu státu ani nestihly a šampionátu by se nemohly zúčastnit vůbec. Nemohlo ale soutěžit ani družstvo Československa, a tak se situace vyřešila tak, že tým soutěžil na šampionátu jako "společný tým České a Slovenské republiky", anglicky "Czech Republic + Slovak Republic" (dodnes to způsobuje značný zmatek v historických statistikách). Když tento tým na šampionátu uspěl (získal stříbro), vznikl na konci roku problém, jaký tým v anketě ocenit. Nakonec byly za druhé nejlepší družstvo v anketě vyhlášeny "volejbalistky ČR a SR". Tím vznikla zvláštní situace, kdy se druhým nejlepším sportovním kolektivem Česka stala de iure i reprezentace Slovenska. Byl to poslední ročník ankety, kde tyto problémy vyvstaly.

## První desítka jednotlivci
1. Jan Železný (atletika)
2. Jaroslav Sakala (lyžování)
3. Václav Chalupa (veslování)
4. Lubor Tesař (cyklistika)
5. Miroslav Šimek – Jiří Rohan (kanoistika)
6. Jana Novotná (tenis)
7. Helena Suková (tenis)
8. Olga Šplíchalová (plavání)
9. Kateřina Neumannová (lyžování)
10. Petr Blažek (moderní pětiboj)

## První trojka družstva
1. československé družstvo skokanů na lyžích
2. česká ženská volejbalová reprezentace + slovenská ženská volejbalová reprezentace
3. česká hokejová reprezentace